# 강효숙
강효숙(姜孝淑)은 대한민국의 아마추어 바둑 기사이다. 

## 약력
1995년 ~ 1997년까지 KBS 바둑왕전 계시자로 활동한 후 여류바둑계로 활동했다. 